# Ornithocarpa
Ornithocarpa ist eine Pflanzengattung innerhalb der Familie der Kreuzblütengewächse (Brassicaceae). Die einzigen zwei Arten kommen in Mexiko vor.

## Beschreibung

### Vegetative Merkmale
Die beiden Ornithocarpa-Arten wachsen als krautige Pflanzen und erreichen Wuchshöhen von 60 bis 90 Zentimetern. Sie besitzen einfache Stängel. Die wechselständig angeordneten Laubblätter besitzen eine gefiederte Blattspreite.

### Generative Merkmale
Die zwittrige Blüte ist vierzählig. Die vier schmalen, länglichen, stumpfen und violettlichen Kelchblätter bilden im Knospenzustand einen lang-zylindrischen Kelch und sind während des Blühens ausgebreitet. Die vier länglichen, weißen Kronblätter besitzen einen Rand, der im oberen Abschnitt gefranst und abwärts von zerschlitzt gezähnt bis breit gezähnt ist. Die Staubfäden sind fädlich verlängert und die Staubbeutel länglich linealisch gestaltet. Der zweikammerige Fruchtknoten flacht sich zu einer parallel verlaufenden, kurzen stielartigen Basis ab. Je Fruchtknotenkammer sind zwei Samenanlagen vorhanden; sie sind ungefähr in der Mitte des oberen und unteren Fruchtknotenrandes befestigt. Der steife, fädliche und am Kopf bespitzte Griffel ist wesentlich länger als der Fruchtknoten und endet in einer winzigen Narbe.
Die schief eiförmigen, oberflächlich krustigen Schoten oder Schötchen sind an den unteren Ecken leicht, an den oberen Ecken stark gerundet. Sie besitzen keine Flügel, aber je einen langen, hornähnlichen und ausdauernden Fortsatz. Aus den insgesamt vier Samenanlagen entwickelt sich lediglich ein Samen bis zur Reife. Die Keimblätter (Kotyledone) sind breit, der Embryo besitzt Seitenwurzeln.
Die Chromosomengrundzahl ist mit x = 12 angegeben.

## Systematik
Die Gattung Ornithocarpa wurde 1905 in Contributions from the United States National Herbarium durch Joseph Nelson Rose aufgestellt. Die Gattung Ornithocarpa wurde 2006 durch Ihsan Ali Al-Shehbaz et al. in die Tribus Cardamineae innerhalb der Familie der Brassicaceae gestellt.
Die Gattung Ornithocarpa enthält nur zwei Arten:
- Ornithocarpa fimbriata Rose: Sie kommt in den mexikanischen Bundesstaaten Jalisco und Michoacán vor.[3]
- Ornithocarpa torulosa Rollins: Sie kommt im nördlichen Mexiko vor.[3]